# Tree City Sessions
Tree City Sessions es el primer álbum en directo de la banda estadounidense de post-hardcore Dance Gavin Dance. Fue lanzado el 13 de mayo de 2016 en Rise Records. 

## Grabación
La banda anunció Tree City Sessions el 2 de marzo de 2016. La versión de sesión en vivo de "Alex English", originalmente del álbum homónimo de la banda, fue lanzada el 31 de marzo de 2016. El álbum en vivo contiene 12 canciones grabadas en vivo interpretadas por la banda en Sacramento, California, en el estudio de grabación Pus Cavern.

## Lista de canciones
| N.º | Título                                       | Álbumes originales          | Duración |  |
| 1.  | «Alex English»                               | Dance Gavin Dance           | 4:28     |  |
| 2.  | «The Robot with Human Hair, Pt. 4»           | Acceptance Speech           | 3:27     |  |
| 3.  | «Tree Village»                               | Happiness                   | 3:21     |  |
| 4.  | «Lemon Meringue Tie»                         | Downtown Battle Mountain    | 3:50     |  |
| 5.  | «We Own the Night»                           | Instant Gratification       | 3:27     |  |
| 6.  | «Thug City»                                  | Downtown Battle Mountain II | 3:18     |  |
| 7.  | «Carl Barker»                                | Happiness                   | 5:19     |  |
| 8.  | «Death of a Strawberry»                      | Instant Gratification       | 4:10     |  |
| 9.  | «The Jiggler»                                | Acceptance Speech           | 4:53     |  |
| 10. | «Me and Zoloft Get Along Just Fine»          | Dance Gavin Dance           | 3:08     |  |
| 11. | «Spooks»                                     | Downtown Battle Mountain II | 4:03     |  |
| 12. | «And I Told Them I Invented Times New Roman» | Downtown Battle Mountain    | 4:53     |  |

## Personal
- Tilian Pearson - voz principal
- Jon Mess - voz secundario
- Will Swan - guitarra
- Tim Feerick - bajo
- Matt Mingus - batería, percusión